# レビ族
レビ族（レビぞく）はヤコブの子レビを祖とするイスラエルの部族（支族）の一つであり、主を嗣業（相続地）としていた。レビはヤコブの12人の子供の1人であるが、祭司の一族として特別な役割を与えられ継承する土地を持たなかったため、レビ族はイスラエルの十二支族には数えない。聖書（民数記）においても、レビ族は「彼らはイスラエルの人々のうちに嗣業を与えられなかったため、イスラエルの人々のうちに数えられなかった者である。」と書かれている。

## 歴史
レビ族出身のモーセとアロンの指導のもとで、イスラエル人は奴隷として扱われていたエジプトのゴシェンから脱出した。出エジプトの荒野を移動する時は、12の部族の中で最小の部族で、男子の人数が22,000人であり、カナン入り前の2回目の人口調査の際には22,300人であった。
荒野でレビ人は、アロンの監督の元で幕屋の奉仕、契約の箱の運搬、聖所での奉仕に従事した。会見の天幕の奉仕は、ゲルション諸氏族、ケハテ諸氏族、メラリ諸氏族の3つにわけてなされた。
レビ族において、アロンの家系は名門として特別に扱われた。アロンの息子のエルアザルの家系から大祭司が世襲で輩出された。
モーセの後継者ヨシュアの時に、パレスチナ地方を占領するが、レビ人は相続地を持たず、全国に居住の町を与えられて、住んだ。そして、レビ人はその奉仕の報酬として奉納物の十分の一が給付された。
古代イスラエル王国が誕生すると、神殿が建設されて、レビ人の神殿礼拝は政治と結びつくようになる。
その後、イスラエル王国が北イスラエル王国と南ユダ王国に分裂してからも、レビ人はダビデ家に忠誠を尽くし、北イスラエルに序住していたレビ族は南ユダに移住し、南ユダ滅亡まで続いた。
バビロン捕囚以降は、レビ族の立場が確立されていった。後に、ヘレニズムの時代はハスモン朝、ローマ帝国下にあってはヘロデ家の関係のもとに大祭司が任命されていった。紀元70年のローマ軍によるエルサレム陥落によるユダヤ滅亡以降に大祭司は任命されていない。

## 「主」を嗣業としたレビ族
レビ族は、「主」を嗣業とした部族とされる。
- 口語訳聖書申命記10章9節‐そのためレビは兄弟たちと一緒には分け前がなく、嗣業もない。あなたの神、主が彼に言われたとおり、主みずからが彼の嗣業であった。
- 新共同訳聖書申命記10章9節‐それゆえレビ人には、兄弟たちと同じ嗣業の割り当てがない。あなたの神、主が言われたとおり、主御自身がその嗣業である。
- 欽定訳聖書申命記10章9節‐Wherefore Levi hath no part nor inheritance with his brethren; the LORD is his inheritance, according as the LORD thy God promised him.

## レビの家の杖
レビ族の杖は、サクラ属アーモンドの木である。　
- 新共同訳聖書民数記17章23節‐明くる日、モーセが掟の幕屋に入って行き、見ると、レビの家のアロンの杖が芽を吹き、つぼみを付け、花を咲かせ、アーモンドの実を結んでいた。

アーモンドはイスラエル最初の祭司のアロンの杖であり、 その弟モーセに海を割る奇跡を起こさせた杖であり、またその花はユダヤ教で定められたメノーラー(燭台)のモチーフでもある。

## 主なレビ族
- モーセ
- アロン
- ミリヤム
- エルアザル
- エリ
- エリサベツ